# Henryk III Waldeck
Henryk III Waldeck (ur. ok. 1225/1230, zm. 1267) – najstarszym syn hrabiego Adolfa I von Waldeck (zm. 1270) z pierwszego małżeństwa z Zofią (zm. 1254).
Został mianowany przez ojca współrządcą hrabstwa Waldeck, zmarł trzy lata przed swoim ojcem, więc nigdy nie objął władzy. Jego brat Widukind, który został duchownym był od 1265 do 1269 biskupem Osnabrücku.
Henryk wraz z ojcem i bratem wsparli Henryka I, landgrafa Hesji w jego zwycięskiej bitwie z biskupem Szymonem z Paderborn i opatem Henrykiem III von Corvey, których tereny były znacznie większe niż teren Hesji. Henryk żonaty był z Mechtyldą von Cuyk-Arnsberg (ur. ok. 1235, zm. 1298), córką hrabiego Godfryda III von Arnsberg i dziedziczką Wewelsburg.
Z tego małżeństwa pochodziło czworo dzieci:
- Adolf II (ur. ok. 1250, zm. 13 grudnia 1302), 1270-1276 hrabia Waldeck, po rezygnacji z praw w 1301 biskup Liège
- Godfryd (zm. 14 maja 1324), 1304-1324 biskup Minden
- Otto I (zm. 11 listopada 1305 – zginął w niewoli), 1276-1305 jako następca swego brata, hrabiego Waldeck
- Adelajda  (zm. 1339/1342), ∞ Szymon I Lippe (zm. 1344)